# Arheološki park San Agustín
Arheološki park San Agustín (špansko Parque Arqueológico de San Agustín) je veliko arheološko najdišče v bližini mesta San Agustín v departmaju Huila v Kolumbiji. Park vsebuje največjo zbirko verskih spomenikov in megalitskih skulptur v Latinski Ameriki in velja za največjo nekropolo na svetu. Ker pripada kulturi San Agustin, je bil leta 1995 razglašen za Unescovo svetovno dediščino.  Datacija kipov ni zanesljiva, vendar se domneva, da so bili izklesani med 5. — 400 n. št.. Izvor rezbarjev ostaja skrivnost, saj najdišče večinoma ni izkopano.

## Zgodovina
Kipe je prvi opisal španski menih Fray Juan de Santa Gertrudis (1724–1799), ki je med 1756–57 kot misijonar obiskal države Kolumbijo (takrat del Novega kraljestva Granada), Ekvador in Peru. Sredi leta 1756 je šel skozi San Agustín in pisal o kipih v svojem delu v štirih zvezkih Maravillas de la naturaleza (Čudo narave).

## Geografija
Arheološki park leži v zgornjem porečju reke Magdalene in njenih primarnih pritokov, v občini mesta San Agustin in Huila v vzhodnem vznožju kolumbijskega masiva, iz katerega izhajajo tri gorske verige Andov, ki prečkajo državo od juga proti severu v andski naravni regiji. San Agustín je od Bogote oddaljen 520 km. Ostanki starodavnih kulturnih skupin so raztreseni na površini več kot 50 kvadratnih kilometrov, na planotah, ki so na obeh straneh kanjona, ki ga tvori vrh reke Magdalene. Sam park ustreza majhnemu območju z visoko koncentracijo grobov in vsebuje več kot 500 kipov neznanega izvora.
Arheološki park San Agustín vsebuje:
- Izvir Lavapatas.
- Deska.
- Alto de Lavapatas.
- Chaquira.
- Alto de las Piedras.
- Visoki idoli.

Poleg glavnega arheološkega parka v San Agustínu sta še dve neodvisni lokaciji, Visoki idoli (Alto de los Ídolos) in Visoki kamni (Alto de las Piedras), ki so v občini Isnos, nekaj kilometrov od San Agustína. Visoki idoli so 4 km od mesta Isnos in vsebujejo najvišji kip med vsemi parki, visok 7 metrov. Park Visoki kamni je od Isnosa oddaljen 7 km in vključuje znameniti kip "Doble Yo".

## Kipi
Kipi predstavljajo tako antropomorfne kot zoomorfne značilnosti (od krokodilov, netopirjev in jaguarjev), ki imajo kratke noge. Najdenih je bilo približno 300 kipov. Pobarvani so bili v svetle barve, predvsem rumene, rdeče, črne in bele, danes pa jih je le nekaj obarvanih.
Kipi se razlikujejo po višini, najvišji je visok 7,0 m. Domneva se, da gre za nagrobni kip. Na drugih območjih arheološkega najdišča, kjer so velike gomile, so bolj zastrašujoče figure, kot so kače, žabe in ptice, ki so strateško postavljene za stražo za večjo zaščito v posmrtnem življenju. Kipi božanstev ali rezbarije na tleh, tako sončnih bogov, moških, kot tudi lunarnih bogov, žensk. Te figure in kipi dajejo raziskovalcem majhen vpogled v to, kakšne so misli in dojemanje življenja in smrti te civilizacije.

## Galerija
- Kip  v Mesita A
- Kip  v Mesita B
- Kip  v Mesita C
- Alto de las Piedras
- Alto de las Piedras